# Província de Namangan
La província de Namangan, amb la capital a Namangan, pertany a l'Estat de l'Uzbekistan i forma part de la Vall de Fergana. La seva superfície és de 7,900 km² i té una població d'uns 1,862,000 (2005) amb una densitat de 236 hab./km².
En aquesta regió succeí el Conflicte de Namangan, l'any 1991 i 1992.
És el punt d'unió dels dos rius principals Naryn i el Kara Darya dels quals en sorgeix el Sirdarià un dels dos gran rius de l'Àsia central.